# Leonid Luks
Leonid Luks (* 24. Januar 1947 in Swerdlowsk) ist ein russischer Osteuropahistoriker. Er war von 1995 bis 2012 Inhaber des Lehrstuhls für Mittel- und Osteuropäische Zeitgeschichte an der Katholischen Universität Eichstätt-Ingolstadt.

## Leben
Luks wurde 1947 in Swerdlowsk, dem heutigen Jekaterinburg, geboren, und wanderte noch in seiner Jugend mit seinen Eltern nach Polen aus, wo er 1965 in Stettin das Abitur ablegte. Er studierte Geschichte und Russian Studies in Israel. Anschließend folgte ab 1969 ein Studium der Osteuropäischen Geschichte, Neueren Geschichte und Slawischen Philologie an der Ludwig-Maximilians-Universität in München, das er 1973 mit einer Dissertation über die außenpolitischen Vorstellungen Lenins beendete, 1981 gefolgt von einer Habilitation unter Betreuung von Thomas Nipperdey über die Entstehung der kommunistischen Faschismustheorie. Die Auseinandersetzung der Komintern mit Faschismus und Nationalsozialismus 1921–1935.
Nach akademischen und journalistischen Tätigkeiten wurde er 1993 außerplanmäßiger Professor an der Universität Köln, 1995 ordentlicher Professor für Mittel- und Osteuropäische Zeitgeschichte an der Katholischen Universität Eichstätt-Ingolstadt. Seit 2012 ist er emeritiert. Von 2011 bis zum 23. Juni 2015 war er Direktor des Zentralinstituts für Mittel- und Osteuropastudien, dessen Vizedirektor er zuvor war.
Schwerpunkte seiner wissenschaftlichen Arbeit sind u. a. die Geschichte des polnischen Katholizismus, des Bolschewismus sowie der russischen Ideengeschichte und der Eurasier-Bewegung.

## Veröffentlichungen (Auswahl)
- Lenins außenpolitische Konzeptionen in ihrer Anwendung, München 1976.
- Entstehung der kommunistischen Faschismustheorie. Die Auseinandersetzung der Komintern mit Faschismus und Nationalsozialismus 1921–1935. DVA, Stuttgart 1985.
- Katholizismus und politische Macht im kommunistischen Polen 1945–1989. Die Anatomie einer Befreiung. Böhlau, Köln 1993.
- mit Peter Schulz, Peter Ehlen und Nikolaus Lobkowicz (Hrsg.): Simon L. Frank. Werke in 8 Bänden. Karl Alber, Freiburg 2000 ff.
- Geschichte Russlands und der Sowjetunion. Von Lenin bis Jelzin . Pustet, Regensburg, 2000, ISBN 3-7917-1687-5.
- Der „dritte Weg“ der „neo-eurasischen“ Zeitschrift „Çlementy“. Zurück ins Dritte Reich? Studies in East European Thought, 52, 2000, S. 49–71.
- Zum „geopolitischen“ Programm Aleksandr Dugins und der Zeitschrift „Çlementy“ – eine manichäische Versuchung? In: Forum für osteuropäische Ideen- und Zeitgeschichte, 6, 1, 2002, S. 43–58.
- Zwei „Sonderwege“? Russisch-deutsche Parallelen und Kontraste (1917–2014). Vergleichende Essays. Ibidem, Stuttgart 2016, ISBN 978-3-8382-0823-7.
- Europäisch oder Eurasisch? Kontroversen um die russische Identität. Essays. Springer, Wiesbaden 2020, ISBN 978-3-658-29625-4.